# LNG-terminal van Loon-Plage

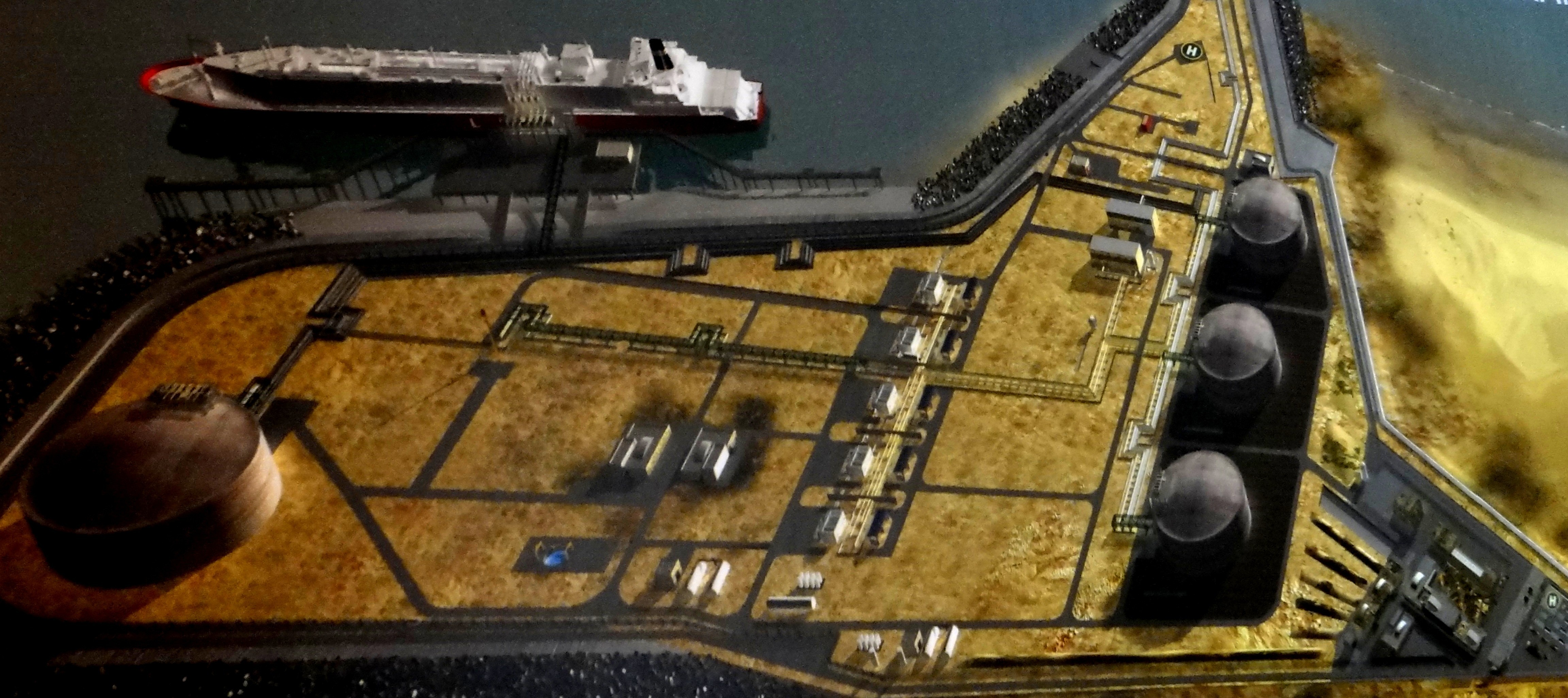
LNG-terminal

De LNG-terminal van Loon-Plage is een overlaadstation voor vloeibaar aardgas (lng), gelegen nabij de tot het Noorderdepartement behorende plaats Loon-Plage in Frans-Vlaanderen.

## Project
Het betreft een zeer groot project waaraan van 2011-2017 gewerkt werd. Het vloeibaar aardgas (methaan) van een temperatuur van −160 °C wordt per schip aangevoerd en opgeslagen in opslagtanks om vervolgens weer in gasvorm te worden gebracht waartoe koelwater van de Kerncentrale van Gravelines via een 5 km lange tunnel wordt aangevoerd. De tunnel kreeg de naam Joséphine la Peule naar een folkloristische reus uit Coudekerque-Branche.
Uiteindelijk belandt het gas in een pijpleiding waarmee het verder Frankrijk in en naar België wordt vervoerd.

## Ecologie
Door de aanleg van de installatie kwam er druk te staan op de duinen van Clipon, ingeklemd tussen de zware industrie van Duinkerke en het havenbassin met de LNG-terminal. Deze duinen zijn van belang als leefgebied van tal van planten en dieren, en ook als doorgangsgebied van trekvogels.